# Cantone di Patay
Il Cantone di Patay era una divisione amministrativa dell'arrondissement di Orléans.
È stato soppresso a seguito della riforma complessiva dei cantoni del 2014, che è entrata in vigore con le elezioni dipartimentali del 2015.
Comprendeva i comuni di:
- Boulay-les-Barres
- Bricy
- Bucy-Saint-Liphard
- La Chapelle-Onzerain
- Coinces
- Gémigny
- Patay
- Rouvray-Sainte-Croix
- Saint-Péravy-la-Colombe
- Saint-Sigismond
- Tournoisis
- Villamblain
- Villeneuve-sur-Conie